# Apsara
Les apsares (en sànscrit: अप्सरस्, apsara) són esperits femenins d'origen sobrenatural de la mitologia hindú i del budisme que es representen com dones joves de gran bellesa i elegància que dominen l'art de la dansa. També són conegudes com a nimfes vèdiques de les aigües i els núvols, genis femenins que volen per l'aire. Generalment, estan associades a l'aigua (per la qual cosa se les compara amb les nimfes, dríades i nàiades de l'antiga Grècia) i als ritus de fertilitat.
Solen anar vestides amb una indumentària sumptuosa, molt rica i adornades amb joies. Alhora, se les representa també amb instruments i altres elements musicals. Per la seva proximitat amb els déus, en ocasions, alguns autors les han comparades amb els àngels. Es diu que aquestes poden canviar la seva forma segons la seva voluntat i que poden proporcionar bona sort als buscadors de fortunes. A més a més, també poden interpretar-se com a símbols del benestar del regne. Aquestes exerceixen un paper important en la dansa, la literatura i la pintura multicultural al sud d'Àsia i al sud-est asiàtic.

Estan casades amb els gandharves, l'equivalent masculí de les apsares. Aquests, doncs, són homes de gran bellesa, dotats d'una gran habilitat amb les arts musicals i dramàtiques, vistos també com a genis o bé músics celestials. 

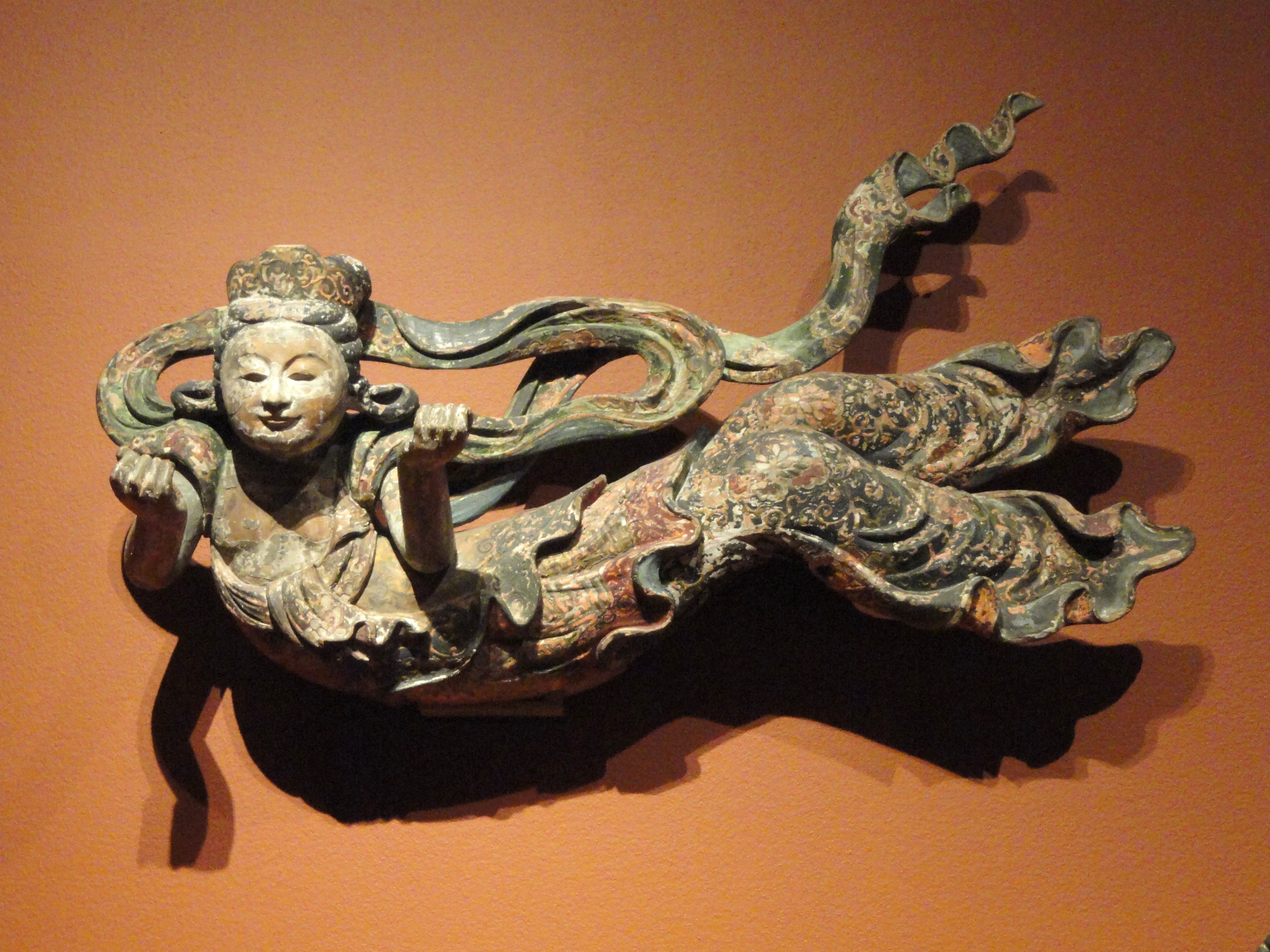
Una apsara

## Origen
Hi ha dos tipus d'apsares, les mundanes, conegudes com a laukika de les quals es diu que n'hi han 34 i les celestials, anomenades daivika, de les quals n'hi han 10. Les apsares més conegudes son Urvasi, Menaka, Rambha y Tilottama. L'origen de les apsares es descrit de diferent forma; al Ramayana es menciona que les apsares van sorgir durant l'agitació de l'oceà (analogia amb Afrodita) pels déus i els Asures. Segons altres llegendes, algunes de les apsares més famoses van ser una creació de Brama i la rsta son filles de Daksha.
D'altra banda, el Bhagavata Purana afirma que les apsares van néixer de Kashyapa i Muni.

## Etimologia
L'origen del nom apsara ve del sànscrit अप्सरस्, apsares. La forma de la tija acaba en 's' a diferència de, per exemple, el singular nominatiu Branques / Ramah (la deïtat Ram en hindi), la forma de la tija és Rama. La forma singular nominatiu es अप्सरास् apsarās, o अप्सरा: apsarāḥ quan es col·loca només, que es converteix en अप्सरा apsarā en Hindi, de la qual al seu torn l'anglès 'apsara' presumiblement se'n deriva. El Diccionari Monier-Williams dona l'etimologia com: अप् + √सृ, "anar a les aigües o entre les aigües dels núvols".
També són coneguts com a vidhya dhari o  apsar (ទេពអប្សរ) en jemer, accharā (Pāli) o  a bố sa la tư (vietnamita), biraddali (Suluk), hapsari / apsari o widadari / widyadari (Java), holai (Manipuri) i aapson (tailandés : อัปสร). Les traduccions angleses de la paraula "apsara" inclouen "nimfa", "fada", "nimfa celestial" i " donzella celestial ".

## Apsara a l'hinduisme
Segons la mitologia hinduista les apsarás son servidores del déu Indra, el senyor del cel i vivien al seu regne, Suargá, situat al pic de la muntanya sagrada Meru.
Aquestes vivien al mateix cel que Indra i ballaven al so de la música del seus marits, els Gandharva, també servents d'Indra, proporcionant plaer sensual tant per als déus com per als homes, també feien danses en honor dels herois caiguts durant les guerres. Respecte aquest últim comitent, se les pot comparar amb les valquíries de la mitologia nòrdica.
A l'hinduisme, les conegudes com apsarás inferiors es solien considerar esperits de la natura que portaven als homes cap a la mort, essent comparades doncs amb les sirenes.
Indra va ser un déu vèdic. En la religió vèdica (la primera religió coneguda de l'Índia, prèvia a l'hinduisme) el déu guerrer Indra era la divinitat principal dels textos vèdics, però després va ser desbancat del seu lloc per Brahmá i especialment per Visnú, i es va relegar a déu de la pluja però sobretot, és el rei dels semidéus en l'univers hindú. Sota les seves instruccions, les apsarás van seduir mortals, reis i savis, als que Indra considerava amenaçadors pel seu poder.
A la seva cort, es representen a 26 apsarás com a símbols de les arts, essent cadascuna un art diferent. Això ha portat a una darrera comparació de les apsarás amb les muses de la mitologia grega.

## Apsara al budisme
Les apsarás a la cultura budista no son objectes de culte si no que tenen la funció de protegir la llei budista al servei de Deva i a Buda. La majoria tenen l'origen en les anteriors tradicions vèdiques de l'Índia. El terme sànscrit d'aquests éssers celestials és apsarás (també apsara); es refereix a les belleses i ballarins divins que van poblar la cort del déu Indra a la mitologia hindú.
Al Japó, el terme apsarás es presenta com tenin (éssers celestials), un grup que també inclou el tennyo (donzelles celestials). En obres d'art, apareixen amb més freqüència com a ballarins i músics que adornen estàtues, pintures i estructures budistes a la Xina, el Japó i el sud-est asiàtic. Els seus atributs no estan clarament especificats en els textos budistes i, per tant, la seva aparença és força variada.
Al Japó, se'ls sol mostrar dempeus o asseguts als núvols o volant per l'aire en posicions gràcies, tocant instruments musicals o escampant flors per donar elogis als déus. La karyobinga és una classe similar però diferent de les assistents celestials. Apareixen en l'art japonès amb el cap d'un bosatsu (Bodhisattva) i el cos i les ales d'un ocell com en l'escultura a les parets del Byōdōin a Uji, al Japó. Normalment porten roba celeste lleugera i flotant, adornada amb bufandes de gasa i, de vegades, toquen instruments musicals.
No són especialment venerats, tot i que la gent els concedeix veneració posant flors, aigua i arròs als seus peus. Sobretot a la Xina i al Japó, es troben de peu sobre lotus o asseguts o de peu sobre núvols.

## Urvashí
L'apsara més famosa és Urvashí, considerada la més bella de totes les apsares. Aquesta es va enamorar del rei de Pratishthana, Pururavas.
Van portar a terme el seu romanç sota la condició de que ella mai el veiés nu. Però els gandharvas, gelosos de la seva relació, van traçar un pla perquè Urvashí tornés amb ells.
Aquests, van enganyar a Pururavas disfressats de lladres i li van fer sortir una nit a rescatar el be d'Urvashí. Quan Pururavas va estar davant d'ella, els gandharvas van il·luminar la seva nuesa amb la resplendor d'un llampec i Urvashí, veient la seva nuesa,va fugir d'ell.
Davant la desesperació del rei, els deus van decidir mostrar-li el camí per transformar-se en un gandharva i així reunir-se amb la seva estimada al Suargá.

## Citralaksana
Hi ha un episodi en el que es dona l'origen a la pintura Índia on el ser suprem Narayana va ser molestat per algunes apsarás mentre estava meditant, per aquest motiu, el déu va pensar un pla per castigar la seva vanitat i va esprémer el suc d'un arbre de mango i utilitzant-lo com a pintura va dibuixar a una apsara de contorns gràcils i delicats, tant bella que ningú es podia comparar amb ella.
En veure-la, les altres apsarás es van sentir molt avergonyides i van marxar del lloc en silenci.
Aquesta pintura va cobrar vida donant lloc a Urvashí, l'apasara més bella de totes, convertint-se en l'ideal de la bellesa femenina.

## Apsara a les arts

### Rigveda
El Rigveda es el text vèdic més antic d'Índia que conta d'una col·lecció d'himnes compostos en antic sànscrit vèdic, dedicats als déus.
En aquests es mencionen a diverses apsarás però l'única que es mencionada específicament és Urvashí, junt el seu romanç amb el rei Pururavas.

### Mahabharata
El Mahabharata es un extens text èpic-mitològic de l'Índia on es troben moltes històries on les apsares tenen un paper molt important.
Algunes de les apsarás que apareixen en aquestes epopeies són: Ghritachi, Menaka, Rambha, Purvachitti, Swayamprabha, Urvashi, Misrakeshi, Dandagauri, Varuthini i Gopali.
Aquestes apareixien juntament amb una descripció de com es van aparèixer davant dels convidats de la cort dels déus.
Segons el Mahabharata, les apsara posseïen ulls que eren emprats com a fulles de lotus per seduir els cors d'aquells que desitgen.

### Angkor Vat, Cambodja
Els motius més recurrents del temple més gran i antic d'Angkor, Angkor Vat es basen en representacions de dos tipus d'éssers celestials, els devata, que vigilen el temple, i les apsarás, representades amb una posició dansant.
Aquestes es troben al llarg dels pilars i les parets del temple.
Es considera interessant la representació dels tocats, les joies, els vestits, etc. amb les que son representades ja que segons alguns historiadors es pensa que podrien ser típics de l'època.
Al temple s'han arribat a trobar més de 1865 talles, trobant doncs una gran varietat de representacions. I es que les apsarás van ser la personificació de l'energia que generava vida resultant d'un procés pel qual els temples angkorians i les ciutats senceres eren metàfores arquitectòniques. Els ponts que conduïen a les reixes de diverses ciutats khmer, entre les quals Angkor, tenien balustrades recolzades en devatas de pedra gegant i yakkha, i les portes de la ciutat en cadascun dels punts cardinals reproduïen el "temple-muntanya" central en miniatura.
Però tot i que les apsarás representen un motiu important en els baixos relleus de pedra dels temples d'Angkor, no totes les imatges femenines son considerades com a tals; sinó que, en harmonia amb aquestes hi trobem les figures femenines anomenades khmer (considerades apsarás per alguns) representades ballant o preparades per fer-ho de forma individual o grupal, mirant cap endavant a la manera dels devatas.
Es per això que els baixos relleus de dit temple s'han convertit en una inspiració de la dansa clàssica khmer. Una representació artística de Cambodja,que es sol anomenar "Dansa Apsara". El ball va ser creat pel Royal Ballet de Cambodja a mitjans del s.XX sota el patrocini de la reina Sisowath Kossamak de Cambodja. El paper de l'apsara és interpretat per una dona, vestida amb un vestit tradicional ajustat amb joies daurades i tocat inspirat en els baixos relleus d'Angkor, els gestos elegants i sinuosos estan codificats per narrar mites clàssics o històries religioses.

## Galeria d'imatges

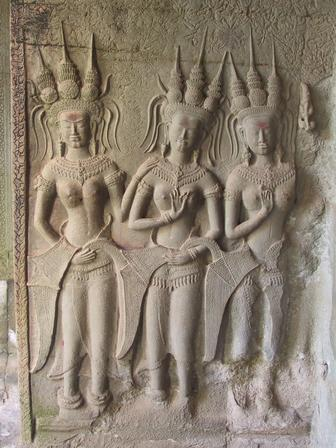
Relleu d'apsarás, Angkor Wat, Cabodja
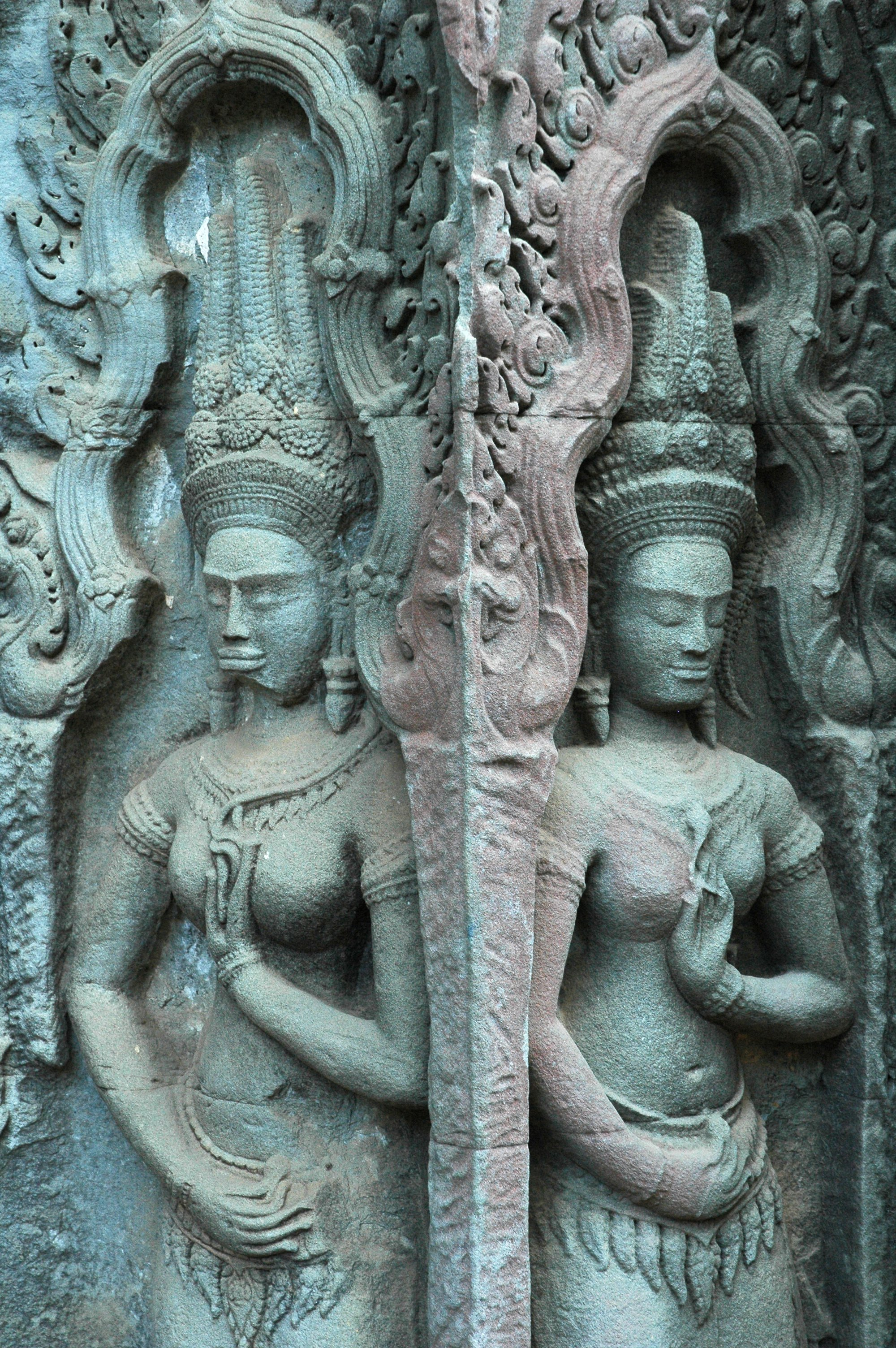
Relleu d'apsarás, Ta Prohm
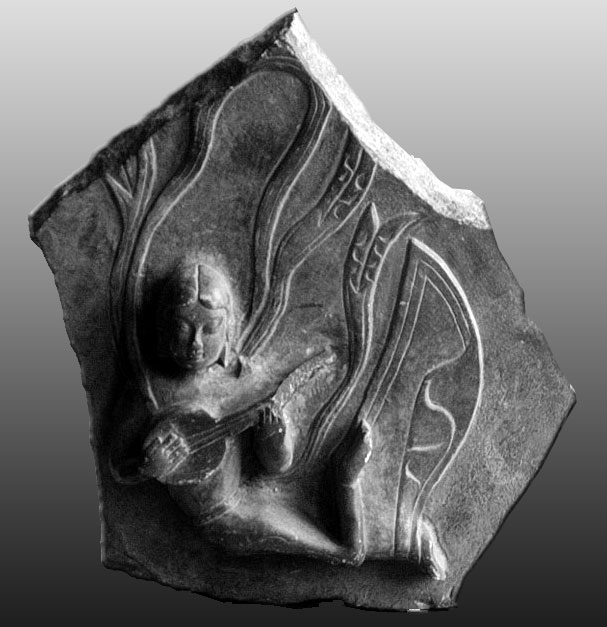
Apsara amb un Sitar, China bei Luoyang
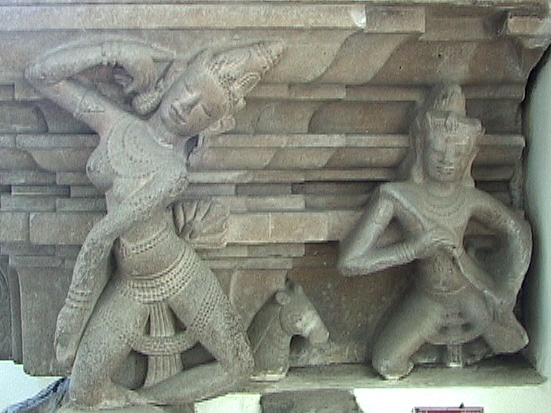
Apsara i Gandharva, Pedestal de Tra Kieu
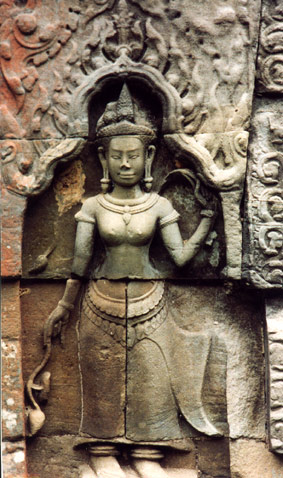
Apsara, Ta Som
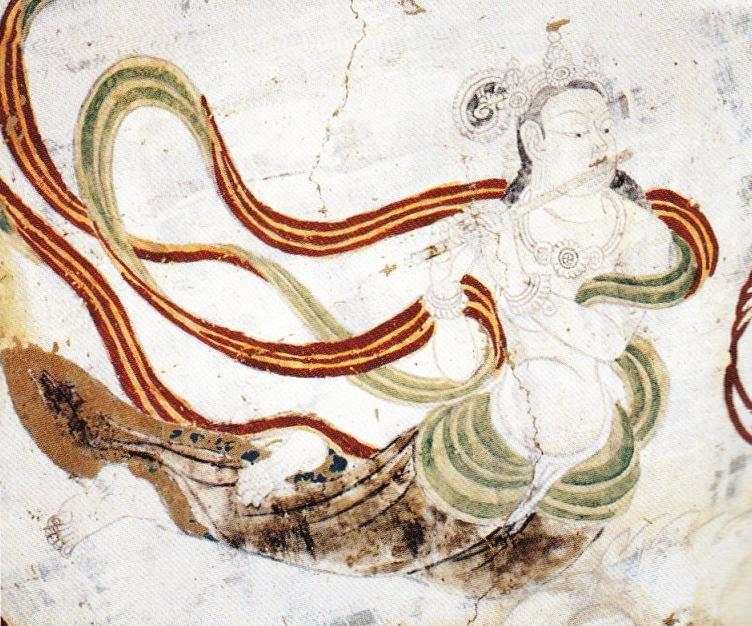
Apsara tocant la flauta xinesa, Cova de Yulin
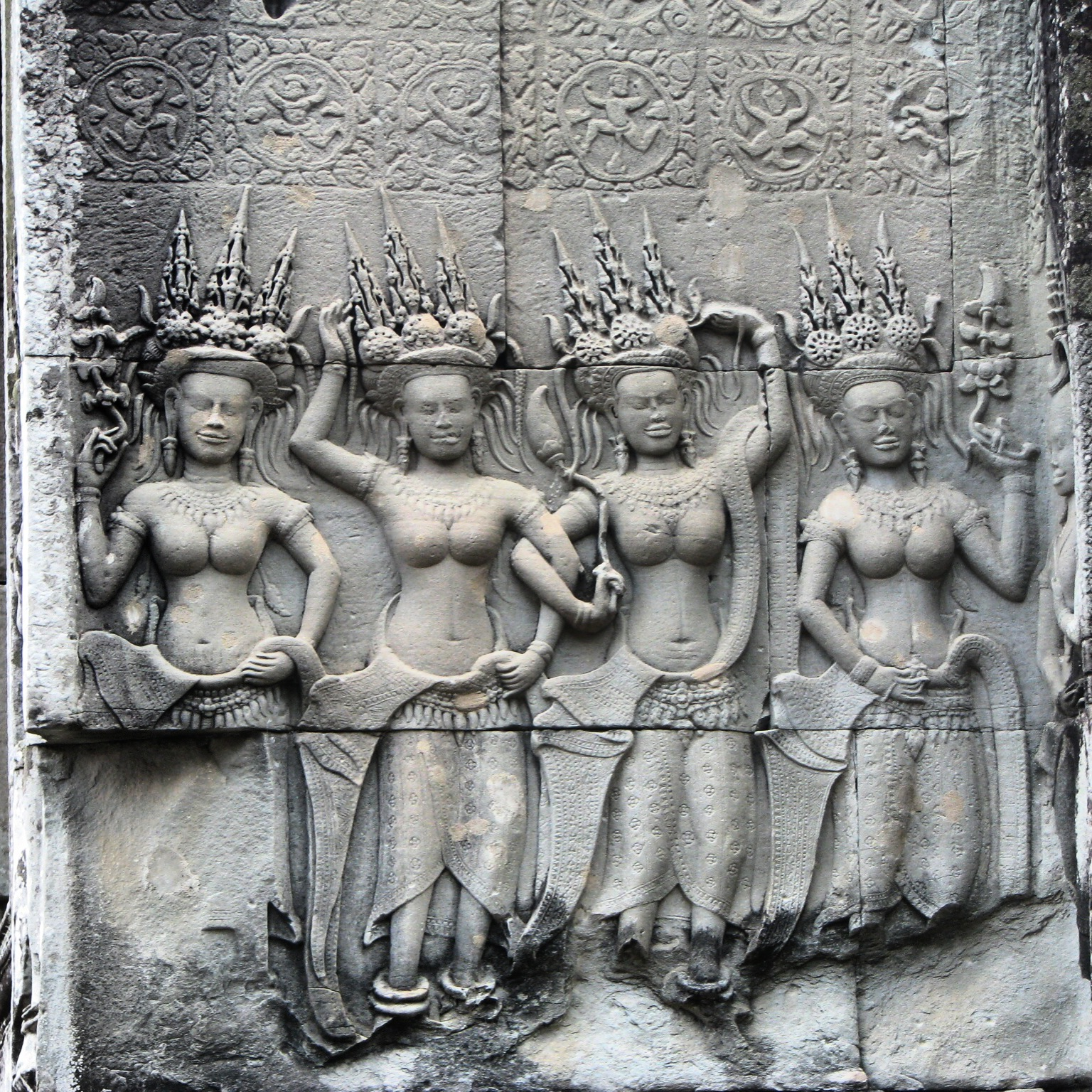
Apsarás ballant, Angkor Watt, Combodja
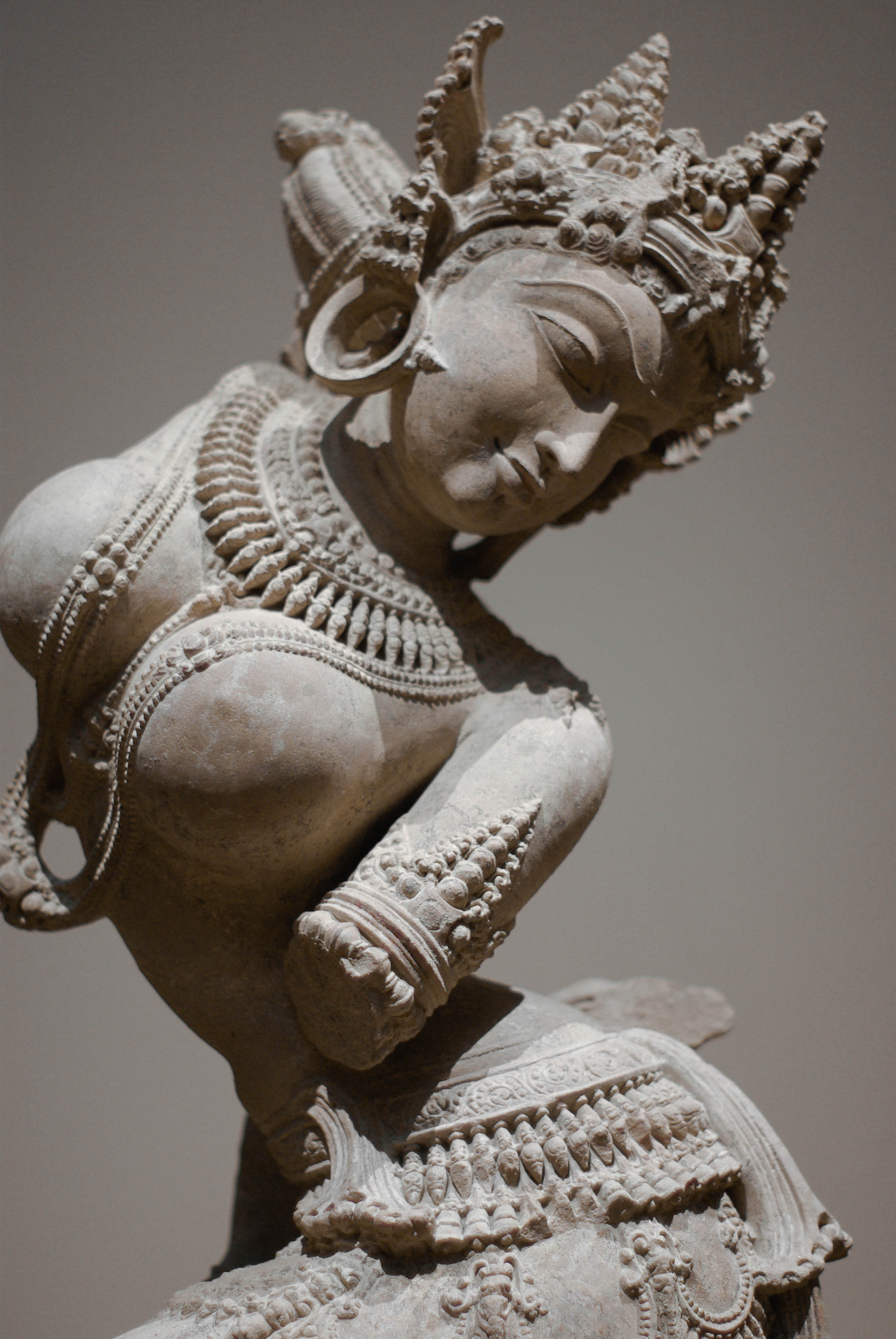
Apsara, Uttar Pradesh
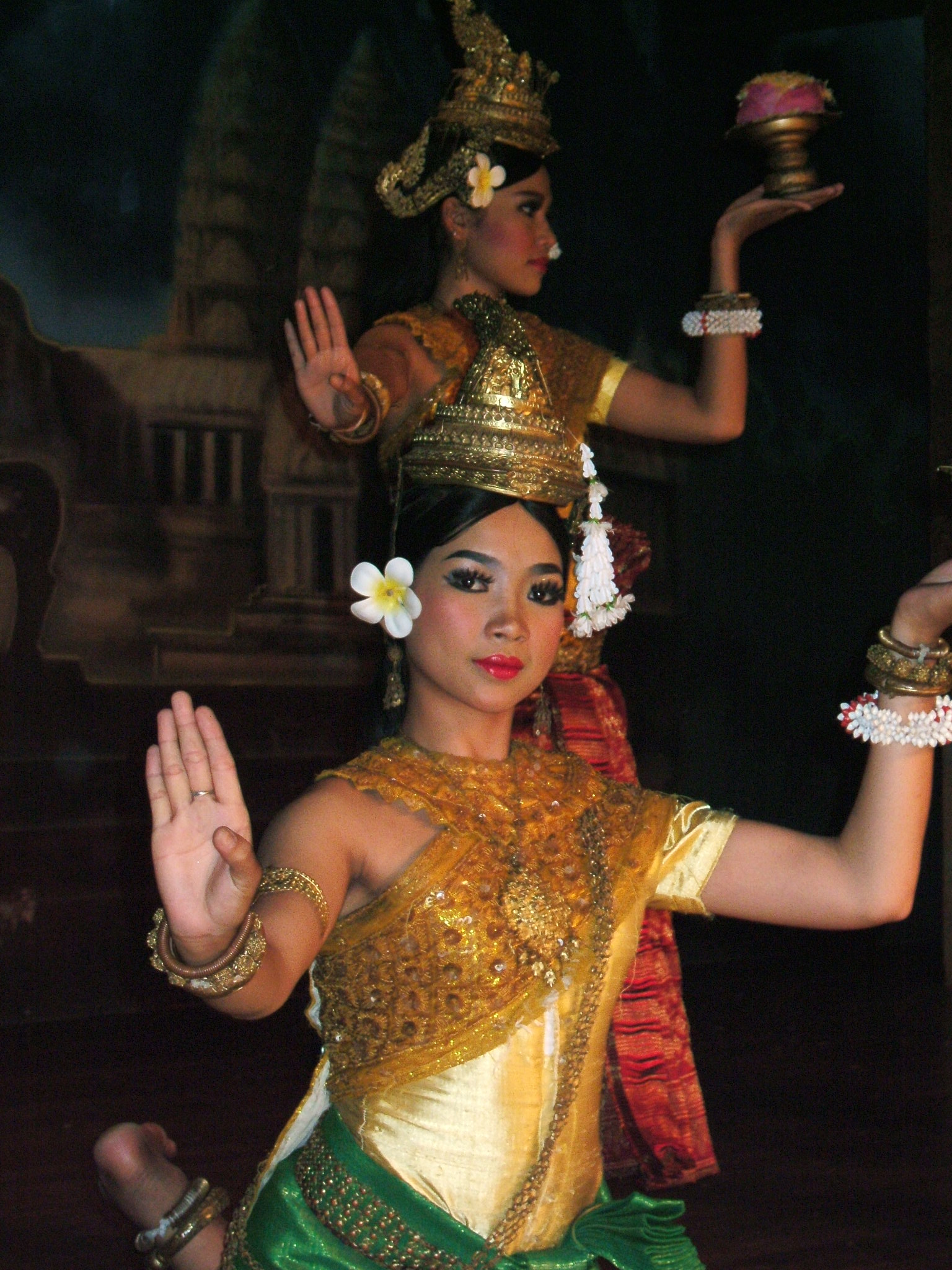
Ball d'apsara, Siem Reap, Cambodja
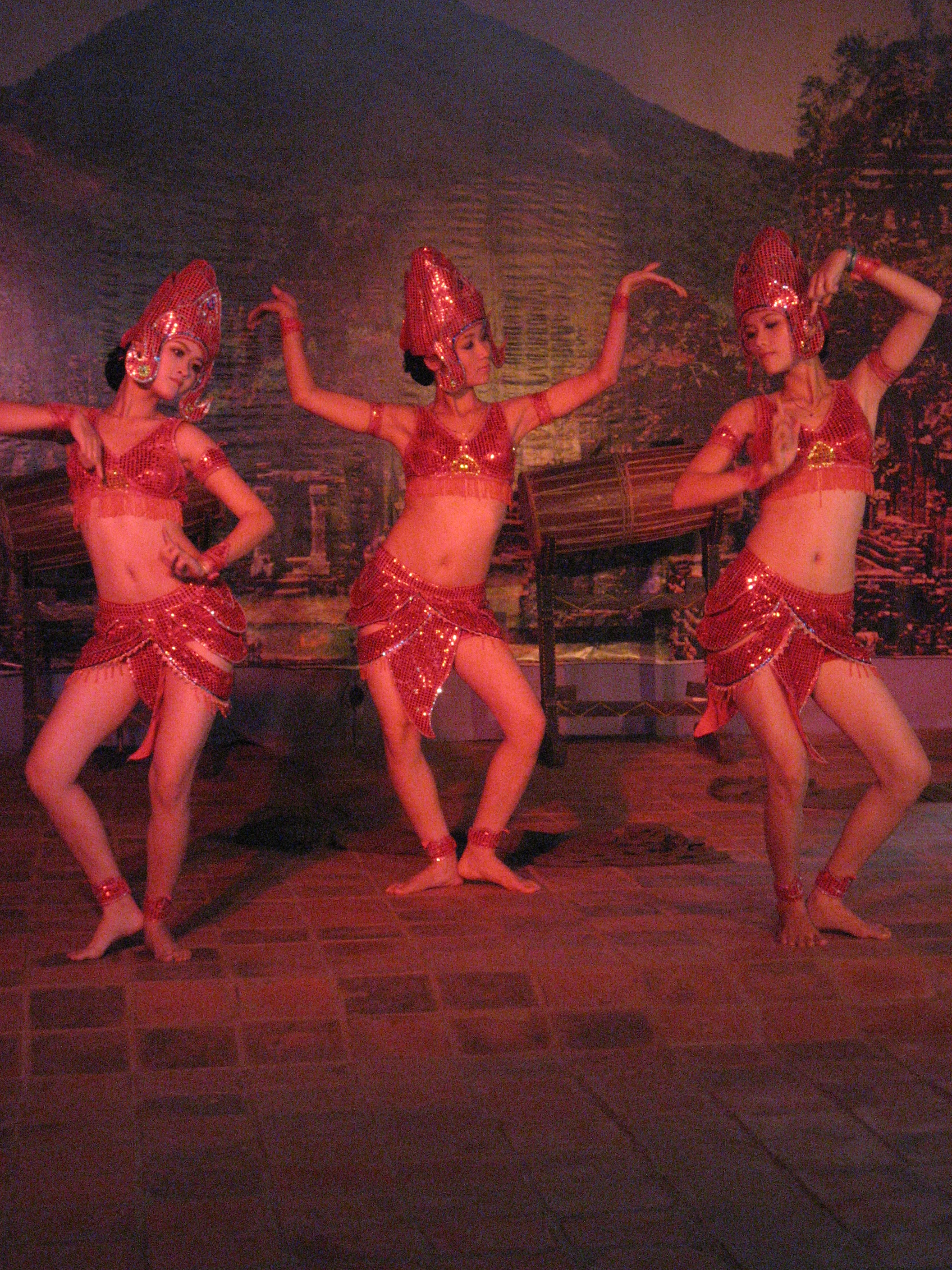
Ball d'apsarás, Mỹ Sơn